# 猪野俊平
猪野 俊平（いの しゅんぺい、1907年(明治40年) - 1981年(昭和56年)7月4日）は、日本の植物形態学者。
愛媛県生まれ。松山中学校（現・愛媛県立松山東高等学校）、松山高等学校卒、東京帝国大学理学部生物学科卒。1946年「ネジモクの胚発生について」で東北帝国大学理学博士。北海道帝国大学理学部講師、岡山大学助教授、教授。1970年定年退官、名誉教授。

## 著書
- 『植物学綜説 第8巻 植物の組織』内田老鶴圃、1943
- 『海藻の発生』北隆館 日本生物学業績、1947
- 『海藻と実験』力書房 生物学文庫、1948
- 『植物の表皮』力書房 生物学文庫、1948
- 『植物の発生』河出書房、1950
- 『植物組織学』内田老鶴圃、1954

### 共著
- 『基礎植物学』小野知夫、佐藤重平共著 裳華房、1949
- 『最新生物学概論』永野為武共著 三共出版、1961
- 『生物科学概論』永野為武共著 三共出版、1973

## 参考
- 『生物化学概論』永野為武の序文
- 『人物物故大年表』